# Rijksbeschermd gezicht 's-Hertogenbosch Uitbreiding
Gezicht 's-Hertogenbosch Uitbreiding is een van rijkswege beschermd stadsgezicht in 's-Hertogenbosch in de Nederlandse provincie Noord-Brabant. De procedure voor aanwijzing werd gestart op 8 november 1985. Het gebied werd op 23 januari 1991 definitief aangewezen. Het beschermd gezicht beslaat een oppervlakte van 336 hectare.
De aanduiding 'Uitbreiding' verwijst naar het feit dat dit gebied een uitbreiding is van het beschermd gezicht 's-Hertogenbosch, de oude binnenstad. Rijksbeschermd gezicht 's-Hertogenbosch Uitbreiding ligt rondom dit gebied.
Panden die binnen een beschermd gezicht vallen krijgen niet automatisch de status van beschermd monument. Wel zal de gemeente het bestemmingsplan aanpassen om nieuwe ontwikkelingen in het gebied te reguleren. De gezichtsbescherming richt zich op de stedenbouwkundige en cultuurhistorische waardering van een gebied en wil het toekomstig functioneren daarvan veiligstellen.